# Rafael Aponte-Ledée
Rafael Aponte-Ledée (* 15. Oktober 1938 in Guayama) ist ein puerto-ricanischer Komponist.
Aponte-Ledée studierte bis 1965 am Conservatorio de Música in Madrid und vervollkommnete dann bis 1966 seine Ausbildung am Di Tella Institute des Centro Latinoamericano de Altos Estudios Musicales (CLAEM) in Buenos Aires unter Alberto Ginastera und Gerardo Gandini. 1968 gehörte er neben Francis Schwartz zu den Gründern der Gruppe Fluxus, die sich der Förderung der avantgardistischen Musik in Puerto Rico widmete. 1978 gründete er die puerto-ricanische Biennale für Neue Musik. Seit 1981 war er Direktor der Lateinamerikanischen Stiftung für zeitgenössische Musik. Er wirkte bis zu seiner Emeritierung als Professor für Komposition am Conservatorio de Música de Puerto Rico.

## Werke
- Seis diferencias para piano (1963)
- Presagio de pájaros muertos für Schauspieler und Tonband (1966)
- Impulsos, in memoriam Julia de Burgos für großes Orchester (1967)
- Elegía (1970)
- Estravagario für Tonband (1973)
- Cuídense de los ángeles que caen für Tonband (1974)
- Los huevos de Pandora für Klarinette und Tonband (1974)
- In Memoriam Salvador Allende für Orchester und Tonband
- Tentativas für Violine, Kammerorchester und Tonband
- Cuentos de Daniel Santos für Orchester (1995)
- El otro cielo für Flöte, Englischhorn, Klarinette, Horn, Posaune, Schlagzeug und Klavier (1996)

| Personendaten    | Personendaten                |
| ---------------- | ---------------------------- |
| NAME             | Aponte-Ledée, Rafael         |
| KURZBESCHREIBUNG | puerto-ricanischer Komponist |
| GEBURTSDATUM     | 15. Oktober 1938             |
| GEBURTSORT       | Guayama                      |